# Hipolit Wyszyński
Hipolit Wyszyński (ur. około 1833, zm. 12 czerwca 1888 w Łowiczu) – polski urzędnik, właściciel biblioteki w Łowiczu.
Pracował jako urzędnik powiatowy w Łowiczu, dla miejscowego społeczeństwa zasłużył się jako współorganizator Straży Ogniowej Ochotniczej (1878–1879), m.in. obok znanego regionalisty, księgarza i bibliotekarza Romualda Oczykowskiego. Był pierwszym z wyboru naczelnikiem tej straży. Posiadał dom przy ulicy Podrzecznej 366.
Zgromadził znaczny księgozbiór, liczący ponad tysiąc tomów (lub nawet kilka tysięcy), o urozmaiconej tematyce; były to zarówno dzieła w języku polskim, jak i w rosyjskim, miało wśród nich nie brakować "rzeczy znacznej wartości". Wyszyński zmarł 12 czerwca 1888. Wdowa Ludwika wystąpiła do władz o koncesję na prowadzenie czytelni w Łowiczu, ale wobec bezskuteczności tych starań postanowiła książki sprzedać. Księgozbiór został zgłoszony na licytacji w Łowiczu 1 października 1888, czy został sprzedany i jakie były jego dalsze losy – nie wiadomo.